# Vandœuvres

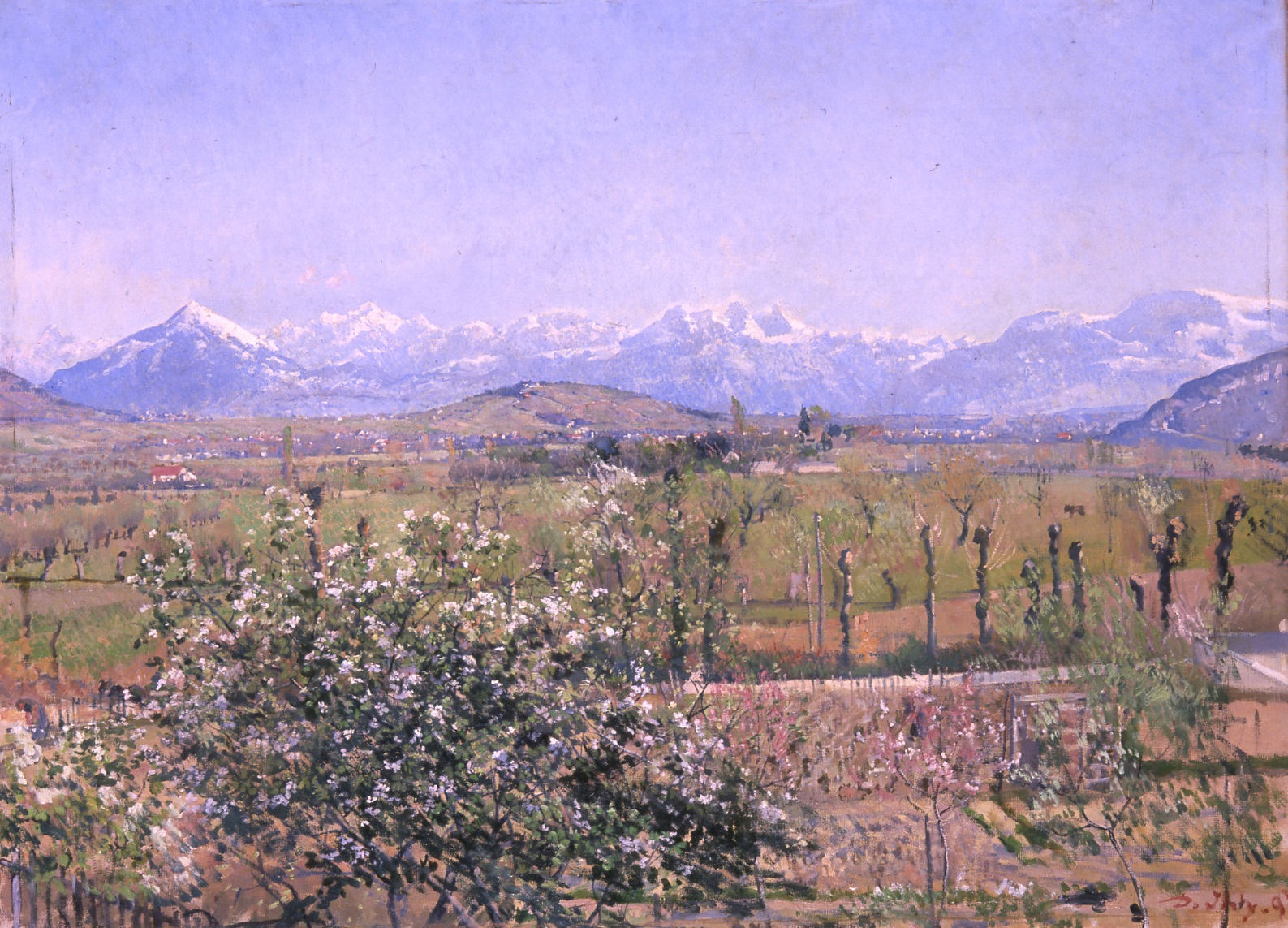
Daniel Ihly (1854–1910): Frühling in Vandœuvres, 1893, Öl auf Leinwand, 73,5 × 100,5 cm, Musée des Beaux-Arts, La Chaux-de-Fonds

Vandœuvres ist eine politische Gemeinde des Kantons Genf in der Schweiz. Sie gehört neben dem angrenzenden Cologny zu den wohlhabendsten Vororten der Stadt Genf.

## Geographie
Die suburbane Gemeinde Vandœuvres befindet sich auf der linken Seite des Genfersees rund 7 km nordöstlich von Genf entfernt und besteht aus den Weilern Chougny, Crête und Pressy. Die südöstliche Gemeindegrenze bildet das Flüsschen Seymaz.
Die Gemeinde Vandœuvres grenzt im Norden an Collonge-Bellerive, im Osten an Choulex, im Südosten an Thônex, im Süden an Chêne-Bourg, im Südwesten an Chêne-Bougeries und im Westen an Cologny.

## Bevölkerung
| Bevölkerungsentwicklung | Bevölkerungsentwicklung | Bevölkerungsentwicklung | Bevölkerungsentwicklung | Bevölkerungsentwicklung | Bevölkerungsentwicklung | Bevölkerungsentwicklung | Bevölkerungsentwicklung | Bevölkerungsentwicklung | Bevölkerungsentwicklung | Bevölkerungsentwicklung | Bevölkerungsentwicklung | Bevölkerungsentwicklung |
| ----------------------- | ----------------------- | ----------------------- | ----------------------- | ----------------------- | ----------------------- | ----------------------- | ----------------------- | ----------------------- | ----------------------- | ----------------------- | ----------------------- | ----------------------- |
| Jahr                    | 1850                    | 1900                    | 1950                    | 2000                    | 2010                    | 2011                    | 2012                    | 2013                    | 2014                    | 2015                    | 2016                    | 2017                    |
| Einwohner               | 526                     | 542                     | 1073                    | 2333                    | 2678                    | 2664                    | 2578                    | 2572                    | 2564                    | 2513                    | 2521                    | 2519                    |

## Sehenswürdigkeiten
→ Liste der Kulturgüter in Vandœuvres

## Besonderes
Eine Tradition der Vandœuvriens verlangt, dass eine Eiche pro Einwohner in der Gemeinde existieren soll.

## Persönlichkeiten
- Jacques Rutty (1849–1927), Jurist und Politiker
- Giorgio Mondini (* 1980), Rennfahrer